# OnGameNet
OnGameNet (OGN) (Hangeul: 온게임넷) ist ein südkoreanischer Fernsehsender, der sich auf die Berichterstattung zum Thema Videospiele spezialisiert hat. Er gehört zum On-Media-Konzern und existiert seit 2000. Seit 2010 ist er Teil der CJ Group (Entertainment & Media).
Unter anderem organisiert und überträgt der Sender E-Sport-Wettkämpfe in verschiedenen Spieletiteln. Einige davon werden auch für internationales Publikum mit englischsprachigem Kommentar über Twitch übertragen. Teilweise nehmen an den Turnieren auch nicht-koreanische Spieler oder Mannschaften teil.

## E-Sport-Turniere

### StarCraft:Brood War und StarCraft 2

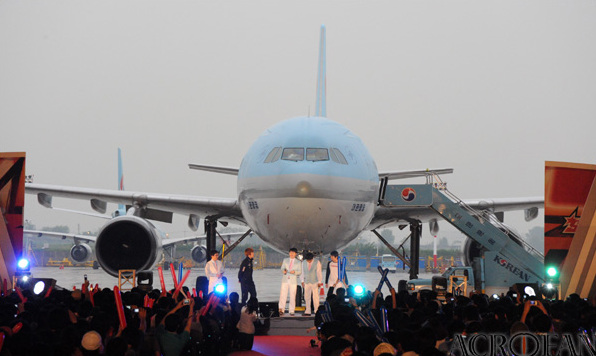
Finale der Korean Air OSL 2010 in einem Hangar des Flughafens Gimpo

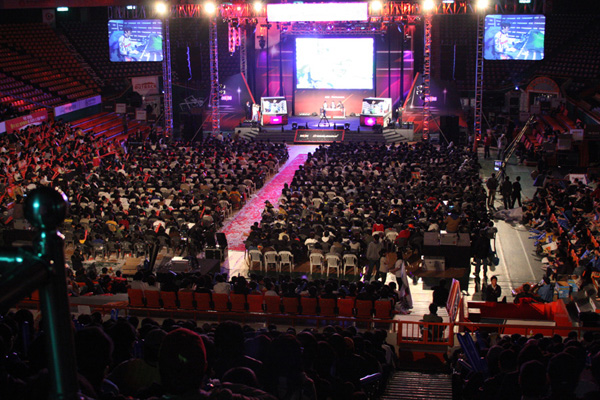
Finale der Batoo OSL 2009 in Busan

OGN veranstaltete von 2000 bis 2012 in StarCraft: Brood War bzw. seinem Nachfolger StarCraft 2 die OnGameNet StarLeague (OSL). Sie galt als wichtigste StarCraft-Einzelliga und wurde in der Regel dreimal pro Jahr ausgespielt. Darüber hinaus gab es die Proleague als Mannschaftswettbewerb, der ab 2005 von den konkurrierenden Kanälen OGN und MBCGame gemeinsam veranstaltet wurde. 2012 übernahm SpoTV die Übertragungsrechte für die (inzwischen eingestellte) Proleague.

### League of Legends

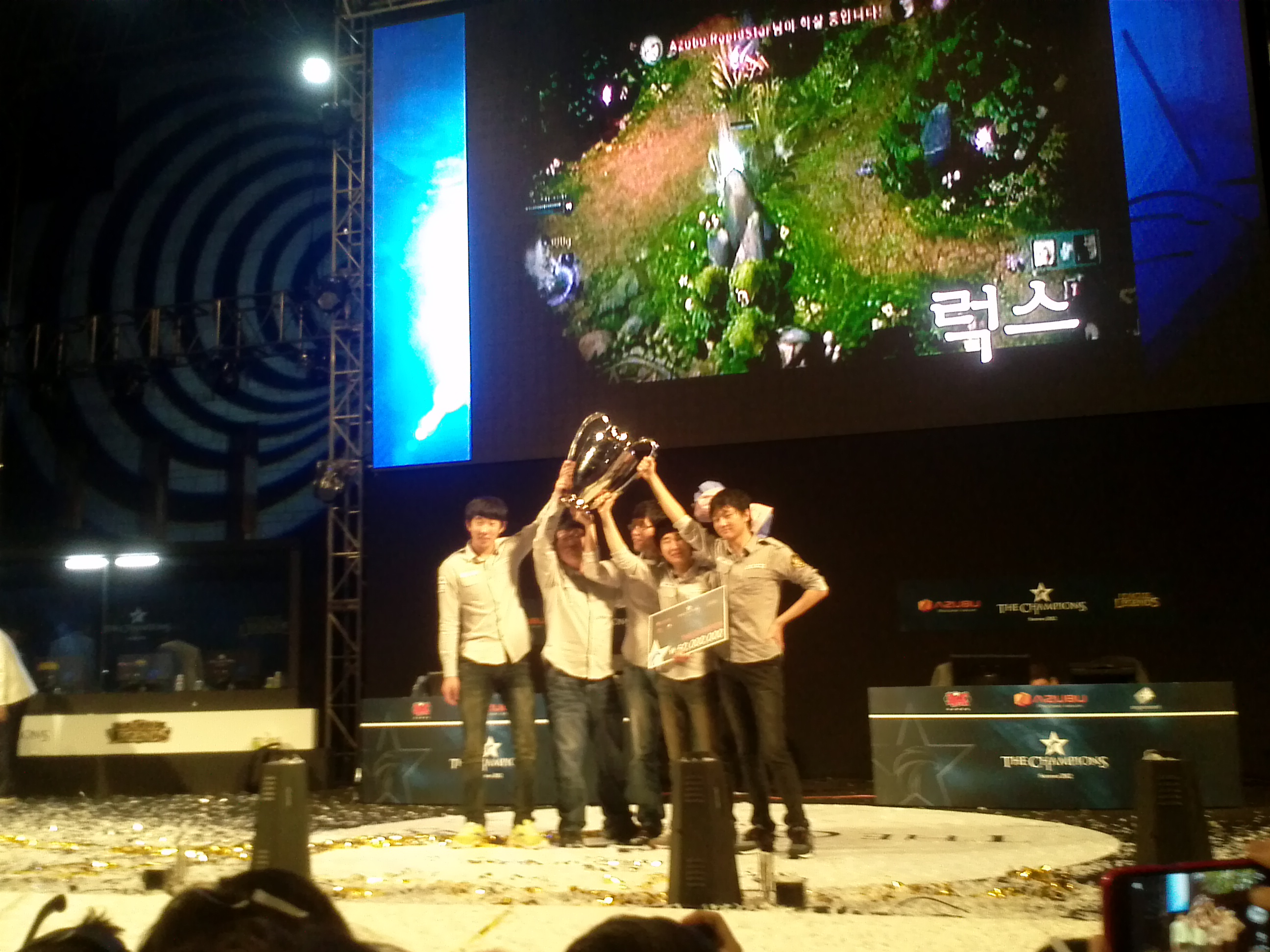
Azubu Frost nach dem Champions Summer 2012 Finale

#### OGN Champions / League Championship Korea
Seit 2012 veranstaltet OGN eine Turnierserie für den Titel League of Legends (LoL). Im Gegensatz zu StarCraft handelt es sich bei LoL um ein Mannschaftsspiel, wobei ein Team aus fünf Spielern besteht. Neben dem Preisgeld in Höhe von zuletzt 295.000.000 ₩ (rund 260.000 US-Dollar bzw. 230.000 Euro) ging es auch um die Qualifikation für die Riot League of Legends World Championship. Seit 2016 wird das Format auf Druck von Spieleentwickler Riot Games gemeinsam mit SpoTV ausgerichtet.
| Zeitraum                 | Preisgeld     | Sieger            | Zweiter            | Dritter            | Vierter            | MVP                                                                      |
| ------------------------ | ------------- | ----------------- | ------------------ | ------------------ | ------------------ | ------------------------------------------------------------------------ |
| Champions Spring 2012    | 200.000.000 ₩ | MiG Blaze         | MiG Frost          | Xenics Storm       | Team OP            | (nicht vergeben)                                                         |
| Champions Summer 2012    | 146.500.000 ₩ | Azubu Frost       | CLG EU             | NaJin Sword        | Azubu Blaze        | (nicht vergeben)                                                         |
| Champions Winter 2012/13 | 270.000.000 ₩ | NaJin Sword       | Azubu Frost        | KT Rolster B       | Azubu Blaze        | Yoon „MakNooN“ Ha-woon                                                   |
| Champions Spring 2013    | 270.000.000 ₩ | MVP Ozone         | CJ Entus Blaze     | SK Telecom T1 2    | CJ Entus Frost     | Bae „dade“ Eo-jin                                                        |
| Champions Summer 2013    | 270.000.000 ₩ | SK Telecom T1     | KT Rolster Bullets | MVP Ozone          | CJ Entus Frost     | Lee „Faker“ Sang-hyeok                                                   |
| Champions Winter 2013/14 | 270.000.000 ₩ | SK Telecom T1 K   | Samsung Ozone      | KT Rolster Bullets | NaJin White Shield | Lee „Faker“ Sang-hyeok                                                   |
| Champions Spring 2014    | 270.000.000 ₩ | Samsung Blue      | NaJin White Shield | Samsung Ozone      | CJ Entus Blaze     | Bae „dade“ Eo-jin                                                        |
| Champions Summer 2014    | 270.000.000 ₩ | KT Rolster Arrows | Samsung Blue       | Samsung White      | SK Telecom T1 S    | Lee „KaKAO“ Byung-kwon                                                   |
| LCK Spring 2015          | 280.000.000 ₩ | SK Telecom T1     | GE Tigers          | CJ Entus           | Jin Air Greenwings | Lee „Duke“ Ho-seong (Regular Season) Lee „Easyhoon“ Ji-hoon (Playoffs)   |
| LCK Summer 2015          | 295.000.000 ₩ | SK Telecom T1     | KT Rolster         | KOO Tigers         | CJ Entus           | Kim „ssumday“ Chan-ho (Regular Season) Lee „Faker“ Sang-hyeok (Playoffs) |
| LCK Spring 2016          | 295.000.000 ₩ | SK Telecom T1     | ROX Tigers         | KT Rolster         | Jin Air Greenwings | Song „Smeb“ Kyung-ho (Regular Season) Lee „Duke“ Ho-seong (Playoffs)     |
| LCK Summer 2016          | 295.000.000 ₩ | ROX Tigers        | KT Rolster         | SK Telecom T1      | Samsung Galaxy     | Song „Smeb“ Kyung-ho (Regular Season) Lee „KurO“ Seo-haeng (Playoffs)    |
| LCK Spring 2017          | 295.000.000 ₩ | SK Telecom T1     | KT Rolster         | Samsung Galaxy     | MVP                | Lee „Crown“ Min-ho (Regular Season) Han „Peanut“ Wang-ho (Playoffs)      |
| LCK Summer 2017          | 295.000.000 ₩ | Longzhu Gaming    | SK Telecom T1      | KT Rolster         | Samsung Galaxy     | Bdd / kurO a (Regular Season) Kim „Khan“ Dong-ha (Playoffs)              |
| LCK Spring 2018          | 295.000.000 ₩ | Kingzone DragonX  | Afreeca Freecs     | KT Rolster         | SK Telecom T1      | Gwak „Bdd“ Bo-seong (Regular Season) Kim „PraY“ Jong-in (Playoffs)       |
| LCK Summer 2018          | 295.000.000 ₩ | KT Rolster        | Griffin            | Afreeca Freecs     | Kingzone DragonX   | Kim „Khan“ Dong-ha (Regular Season) Go „Score“ Dong-bin (Playoffs)       |
| LCK Spring 2019          | 350.000.000 ₩ | SK Telecom T1     | Griffin            | KingZone DragonX   | DAMWON Gaming      | Jeong „Chovy“ Ji-hoon (Regular Season) Park „Teddy“ Jin-seong (Playoffs) |

#### OGN Masters
Mit dem OGN Masters wurde 2013 eine zweite Turnierserie für League of Legends gestartet. Im Gegensatz zu OGN Champions treten hier zwei Teams einer Organisation (z. B. CJ Entus Frost und CJ Entus Blaze) gemeinsam an.
| Name                          | Preisgeld     | Sieger         | Zweiter       | Dritter    | Vierter       |
| ----------------------------- | ------------- | -------------- | ------------- | ---------- | ------------- |
| OGN Club Masters 2013         | 032.000.000 ₩ | MVP            | Xenics-OP     | KT Rolster | CJ Entus      |
| SK Telecom LTE-A Masters 2014 | 100.000.000 ₩ | Samsung Galaxy | SK Telecom T1 | CJ Entus   | NaJin e-mFire |

### Overwatch
2016 initiierte OGN mit APEX eine Turnierserie für Overwatch. Schon nach vier Saisons wurde die Serie eingestellt, nachdem die globale Overwatch League vom Spieleentwickler Blizzard Entertainment gestartet wurde. Seitdem strahlt OGN die Turnierserie Overwatch Contenders aus.
| Zeitraum                  | Preisgeld      | Sieger         | Zweiter             | Dritter                      | Vierter                      |
| Overwatch APEX            | Overwatch APEX | Overwatch APEX | Overwatch APEX      | Overwatch APEX               | Overwatch APEX               |
| ------------------------- | -------------- | -------------- | ------------------- | ---------------------------- | ---------------------------- |
| Season 1 (Okt.–Dez. 2016) | 224.000.000 ₩  | Team EnVyUs    | Afreeca Freecs Blue | BK Stars / KongDoo Uncia     | BK Stars / KongDoo Uncia     |
| Season 2 (Jan.–Apr. 2017) | 234.000.000 ₩  | Lunatic-Hai    | RunAway             | LW Blue                      | Meta Athena                  |
| Season 3 (Apr.–Jul. 2017) | 234.000.000 ₩  | Lunatic-Hai    | KongDoo Panthera    | Afreeca Freecs Blue          | Team EnVyUs                  |
| Season 4 (Aug.–Okt. 2017) | 227.400.000 ₩  | GC Busan       | RunAway             | Cloud 9 KongDoo              | RX Foxes                     |
| Overwatch Contenders      |                |                |                     |                              |                              |
| Season 1 (Mär.–Mai 2018)  | 185.040 $      | X6-Gaming      | O2 Ardeont          | RunAway / Meta Bellum        | RunAway / Meta Bellum        |
| Season 2 (Jul.–Aug. 2018) | 185.040 $      | RunAway        | KongDoo Panthera    | Element Mystic / Meta Bellum | Element Mystic / Meta Bellum |
| Season 3 (Nov.–Jan. 2019) | 185.040 $      | RunAway        | Element Mystic      | StormQuake / WGS Armament    | StormQuake / WGS Armament    |

### Weitere Disziplinen
Weitere E-Sport-Disziplinen, in denen OGN Wettbewerbe austrägt bzw. in der Vergangenheit Wettbewerbe ausgetragen hat, sind unter anderem Blade and Soul, FIFA Online 3, Hearthstone: Heroes of Warcraft, Heroes of the Storm, Kart Rider, PlayerUnknown’s Battlegrounds, Sudden Attack, Vainglory und Clash Royale. 